# Final Gençlik ve Spor Kulübü
O Final Gençlik ve Spor Kulübü, conhecido também apenas como Final Gençlik, é um clube de basquetebol baseado em Bursa, Turquia que atualmente disputa a TBL e manda seus jogos no Ginásio Esportivo Final Okulları.

## Histórico de Temporadas
| Temporada | Nível | Liga | Pos. | J     | PL  | Resultado         | Ref.  |
| --------- | ----- | ---- | ---- | ----- | --- | ----------------- | ----- |
| 2009-10   | 2     | TB2L | 9    | 9-12  | 1-2 | Quartas de finais | [ 2 ] |
| 2010-11   | 2     | TB2L | 7    | 11-11 | 0-2 | Quartas de finais | [ 2 ] |
| 2011-12   | 2     | TB2L | 7    | 24-14 | 0-2 | Quartas de finais | [ 2 ] |
| 2012-13   | 2     | TB2L | 13   | 15-19 |     |                   | [ 2 ] |
| 2013-14   | 2     | TB2L | 8    | 18-16 | 0-2 | Quartas de finais | [ 2 ] |
| 2014-15   | 2     | TB2L | 13   | 12-22 |     |                   | [ 2 ] |
| 2015-16   | 2     | TBL  | 16   | 11-23 |     |                   | [ 2 ] |
| 2016-17   | 2     | TBL  | 17   | 6-28  |     | Rebaixado         | [ 2 ] |
| 2017-18   | 3     | TB2L | 5    | 14-8  | 8-4 | Promovido         | [ 2 ] |